# Ole Papsøe
Ole Papsø er en tidligere dansk atlet. Han var medlem af Viborg Atletikforening.
Ole Papsø var 1962 den første dansker som sprang over 2 meter i højdespring efter han først havde slået Ivar Vinds danske rekord på 1,95 fra 1947. Papsøs bedste resultat blev 2,02.
Ole Papsø arbejdede i mange år som byrådssekretær og juridisk chef i Aarhus Kommune.

## Danske mesterskaber
- Sølv 1969 Højdespring 1,95
- Sølv 1965 Højdespring 1,98
- Sølv 1963 Højdespring 1,95
- Sølv 1962 Højdespring 1,95
- Guld 1961 Højdespring 1,93

## Personlig rekord
- Højdespring: 2,02 1965